# Le Blanc à lunettes
Le Blanc à lunettes est un roman de Georges Simenon, paru en 1937.

## Résumé
Au retour d'un voyage en Europe, Ferdinand Graux, colon installé au Congo depuis quelques années où il exploite une plantation de café, trouve chez lui lady Makinson, femme d'un diplomate anglais en poste au Proche-Orient, et le jeune capitaine Philps, fils d'un important homme d'affaires néo-zélandais. Voyageant tous deux à bord d'un avion privé pour se rendre chez un de leurs amis, le major Crosby, ils ont dû faire un atterrissage forcé dans le domaine de Graux. Lady Makinson souffre d'une rotule démise. Ferdinand, qui a des connaissances en médecine, entreprend de la soigner et tombe amoureux d'elle, provoquant la jalousie de Baligi, la jeune ménagère noire qui lui sert de maîtresse. Devenu l'amant de lady Makinson, Graux la suit, malgré elle, quand celle-ci part retrouver son mari à Stamboul. Entre-temps, Émilienne, la fiancée de Graux restée en France, a compris, grâce à des recoupements fournis par des lettres de Ferdinand, que « quelque chose se passait ». Elle part pour le Congo, mais arrive trop tard : Ferdinand n'est plus là. Sans perdre son sang-froid, elle l'attend et s'occupe du domaine, tout en recueillant les confidences de Camille, l'intendant et l'ami de son fiancé. Elle fait la connaissance des Bodet, jeune couple de Belges récemment installés à la colonie et que Ferdinand avait rencontrés sur le navire, lors de son voyage de retour. Mais rien ne va plus dans ce ménage : Georges Bodet tentera finalement de tuer sa femme, avant de se suicider. Trois semaines plus tard, Ferdinand, guéri de sa tocade, revient à la plantation. Grâce à la compréhension dont fait preuve Émilienne, qu'il aime vraiment, la vie pourra continuer entre eux.

## Aspects particuliers du roman
Le récit, fait du point de vue du narrateur, est entrecoupé par endroits de passages rapportés du journal que tient Ferdinand Graux. 

## Fiche signalétique

### Cadre spatio-temporel

#### Espace
Au nord-est du Congo belge (près de Niangara, Province orientale actuelle) et proche de Djouba, Soudan du Sud. 
Références à diverses villes d’Afrique ainsi qu’à la France, à la Belgique, à l'Angleterre et à la Turquie.

#### Temps
Époque contemporaine.

### Les personnages

#### Personnage principal
Ferdinand Graux, surnommé « le Blanc à lunettes » par les indigènes, colon, propriétaire d’une plantation de café près de Niangara. Célibataire. 28 ans.

#### Autres personnages
- Émilienne Tassin, fiancée de Graux, 27 ans, habite chez ses parents à Moulins
- Lady Mary Makinson, Anglaise, 30 ans
- Capitaine Philps, Anglais, ami de lady Makinson
- Camille, adjoint et intendant de Graux sur la plantation
- Georges Bodet, administrateur belge adjoint à Niangara, et son épouse Yette.

## Éditions
- Édition originale : Gallimard, 1937
- Tout Simenon, tome 20, Omnibus, 2003  (ISBN 978-2-258-06105-7)
- Folio Policier n° 343, 2004  (ISBN 978-2-07-031617-5)
- Romans durs, tome 3, Omnibus, 2012  (ISBN 978-2-258-09357-7)
- Romans durs, tome 3, Omnibus, 2023  (ISBN 978-2-258-20260-3)

## Adaptations
- 1995 : Le Blanc à lunettes[1], téléfilm français réalisé par Édouard Niermans, d'après le roman éponyme de Simenon, avec Laurent Grévill, Catherine Mouchet et Lynsey Baxter

## Source
- Maurice Piron, Michel Lemoine, L'Univers de Simenon, guide des romans et nouvelles (1931-1972) de Georges Simenon, Presses de la Cité, 1983, p. 58-59  (ISBN 978-2-258-01152-6)